# Кунигунда (озеро)

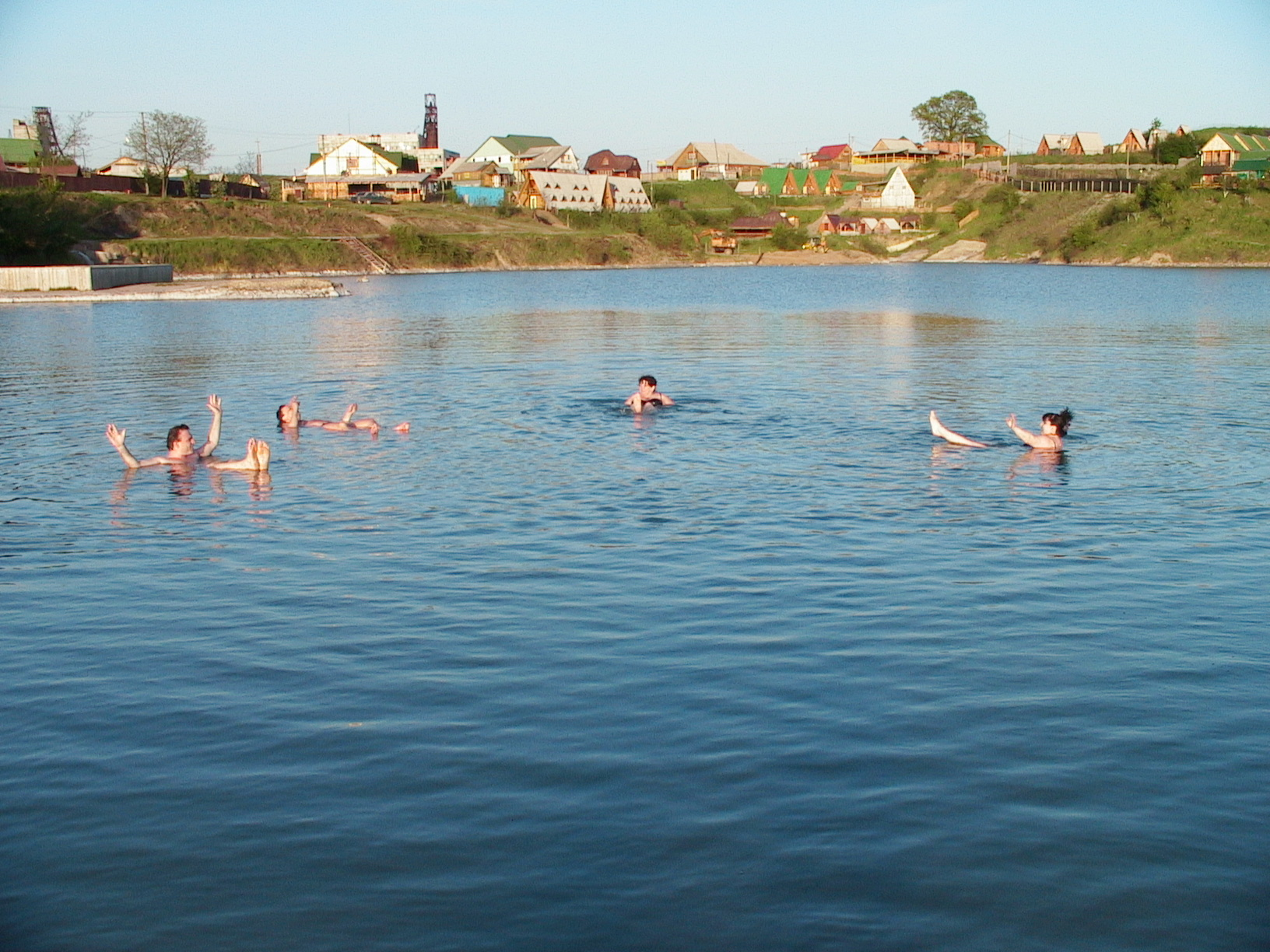
Благодаря содержанию соли вода имеет высокую плотность, что позволяет человеку легко держаться на поверхности

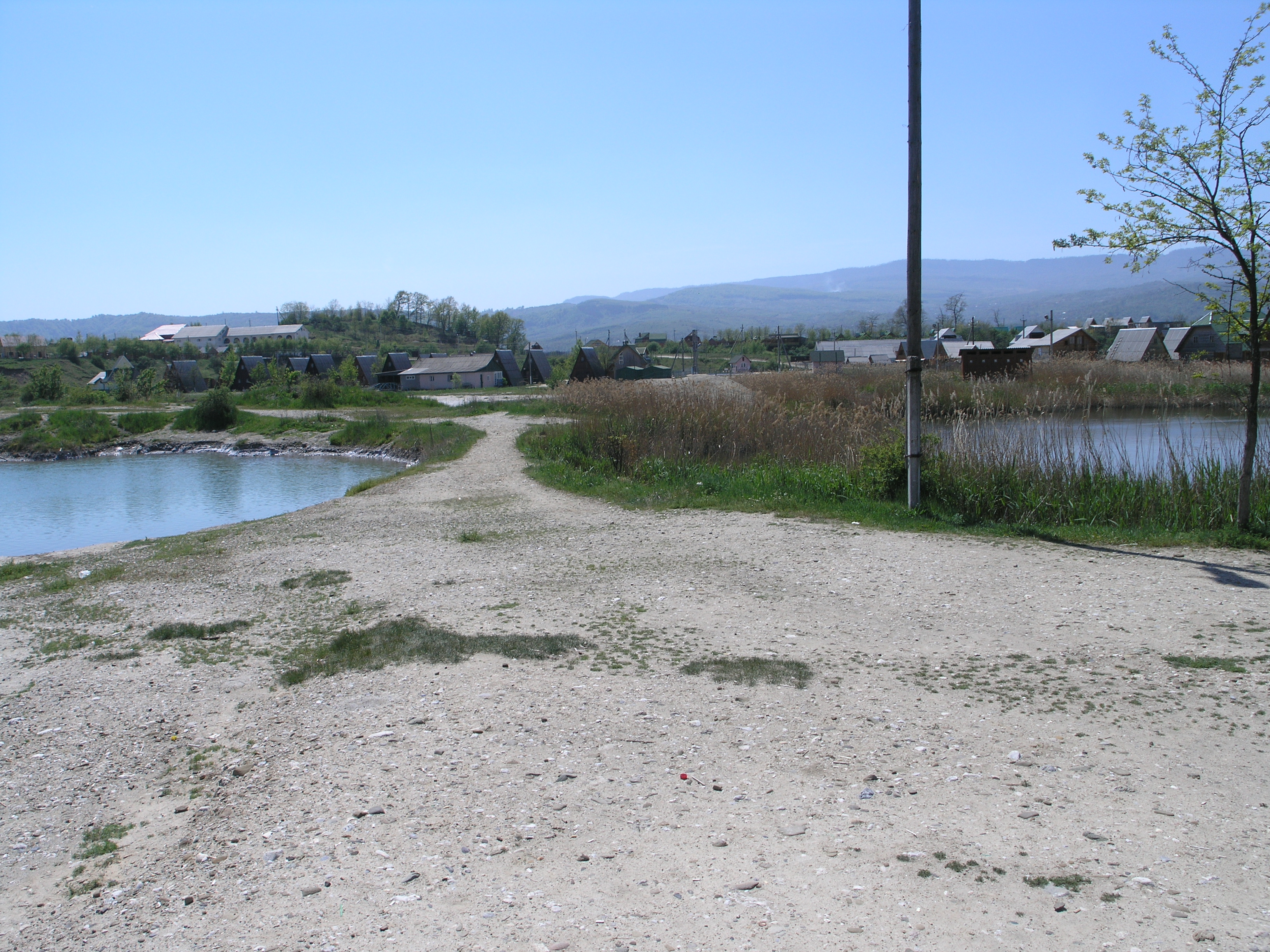
Мёртвое озеро Кунигунда (слева) и поросшее тростником живое пресное озеро (справа) разделены перешейком лишь несколько метров в ширину

Кунигу́нда — солёное озеро антропогенного происхождения, расположенное в Закарпатской области Украины, в черте пгт Солотвино.
Возникло в 1902 году, вследствие просадки на 20 метров недавно открытой соляной шахты.
Солёность 146—150 ‰, повышенная концентрация ионов брома.
В течение года температура воды не опускается ниже +17 °C, летом держится на уровне 25-27 °C.
После того, как в 2010 году в Солотвино произошли несколько крупных провалов, уровень воды в озере снизился на два метра
Берег и дно озера покрыты слоем лечебной грязи черного цвета.
Озеро является курортом, широко применяется грязелечение и лечение солевым раствором (рапой).

## Название
Озеро названо именем германской царицы Кунигунды, жены киевского князя Ярополка. По легенде, через эти места они добирались в Киев из изгнания.